# Pont d'Artigues
Le pont d'Artigues quelquefois dénommé pont de l'Artigue ou pont de Lartigue, enjambe l'Osse, un affluent en rive droite de la Gélise.

## Géographie

### Situation
Près de Condom, il se trouve en limite des communes de Beaumont et de Larressingle, l'un des « Plus Beaux villages de France », dans le département du Gers, en région Occitanie.

### Accès
L'édifice en pierre est desservi par une voirie communale. Il est trop étroit pour permettre le croisement de véhicules et les véhicules lourds ne doivent pas l'utiliser. Davantage piétonnier que routier, il se trouve sur la Via Podiensis du pèlerinage de Saint-Jacques-de-Compostelle, et donc sur le sentier de grande randonnée 65 ici commun avec le sentier européen E3.

## Histoire
Érigé dans sa forme actuelle en 1724 dans un style néo-roman mais mentionné pour la première fois en 1432 avec probablement d'autres constructions antérieures, il a été détruit et rebâti plusieurs fois.
La balustrade a été réparée entre 1954 et 1957.
Depuis 1998, situé à 1000 km de la cathédrale de Saint-Jacques-de-Compostelle, il est inscrit au patrimoine mondial de l'Humanité par l'Unesco au titre des Chemins de Saint-Jacques de Compostelle en France.
D'importants travaux ont été engagés en août 2016 sur le pont (étanchéïté, reprise de joints, déterrage...) et dans ses abords avec la création d'un parc de stationnement et l'aménagement des berges de l'Osse,.
Le pont est inscrit au titre des monuments historiques par arrêté du 26 juin 2017.

## Description
C'est un pont en pierre ocre qui se caractérise par quatre arches de dimensions et de profils différents. La plus grande arche présente une ouverture de 7,90 m. La chaussée est large de 2,90 m pour une longueur de 29,30 m.

## Galerie

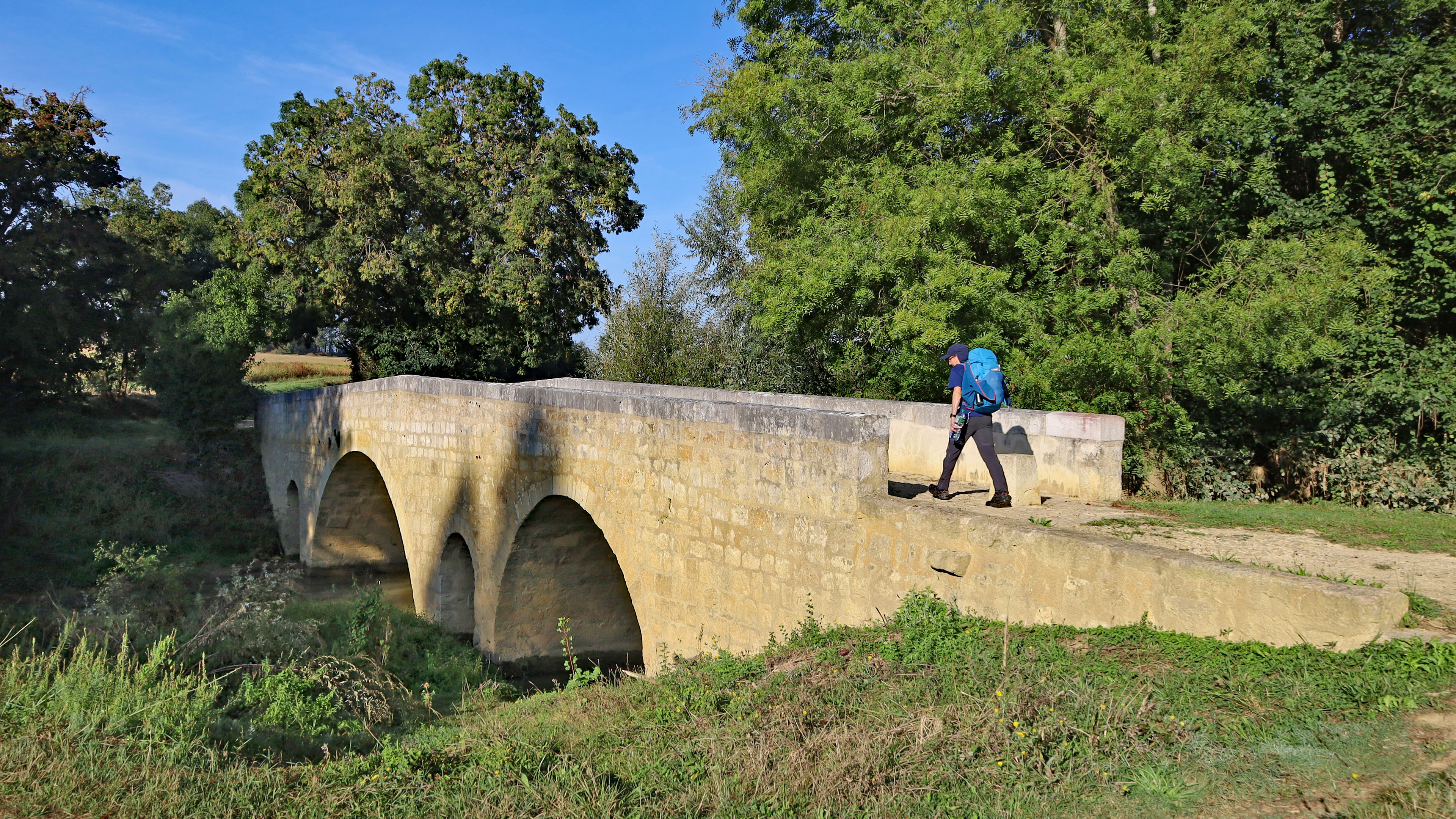
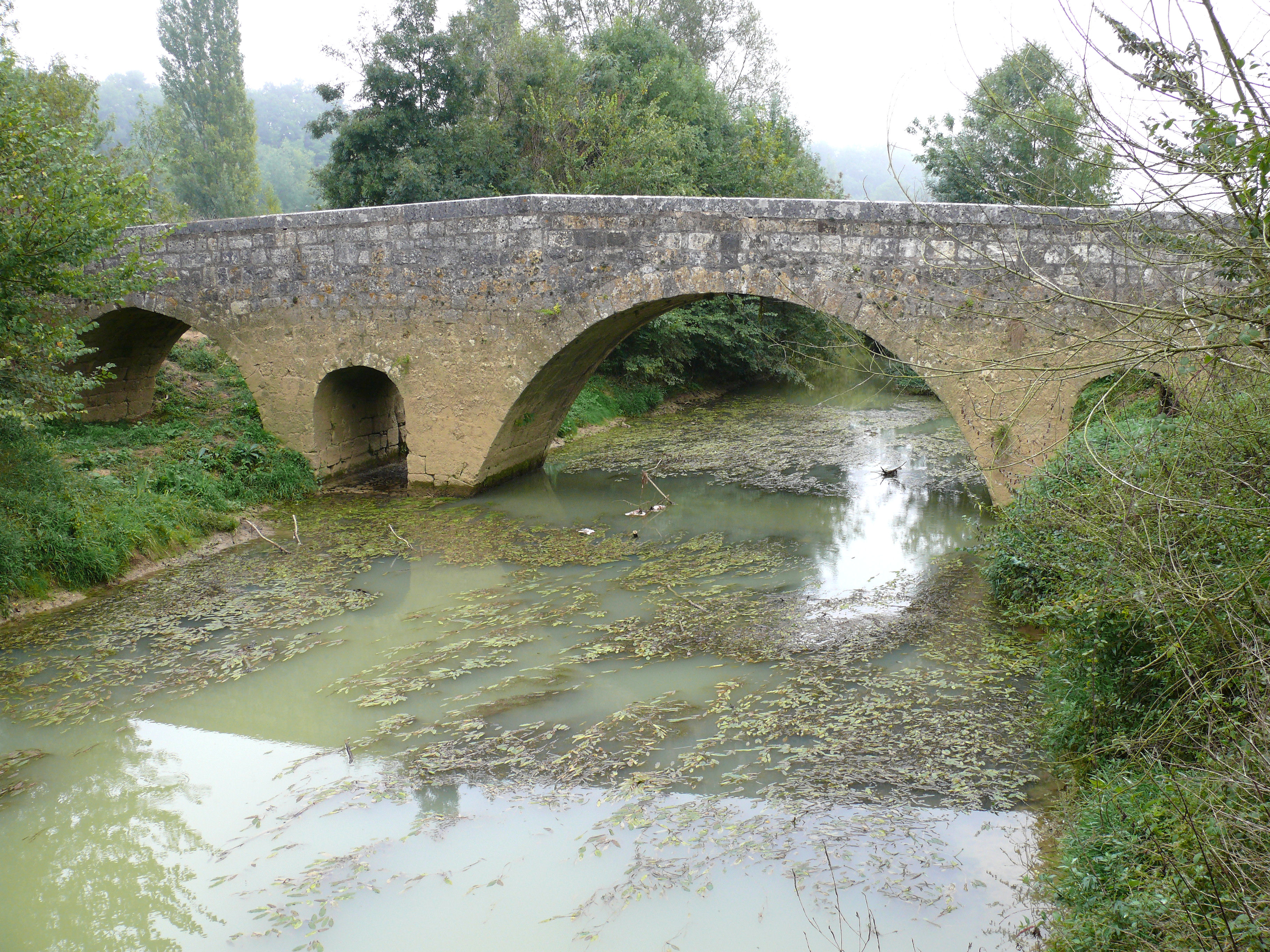
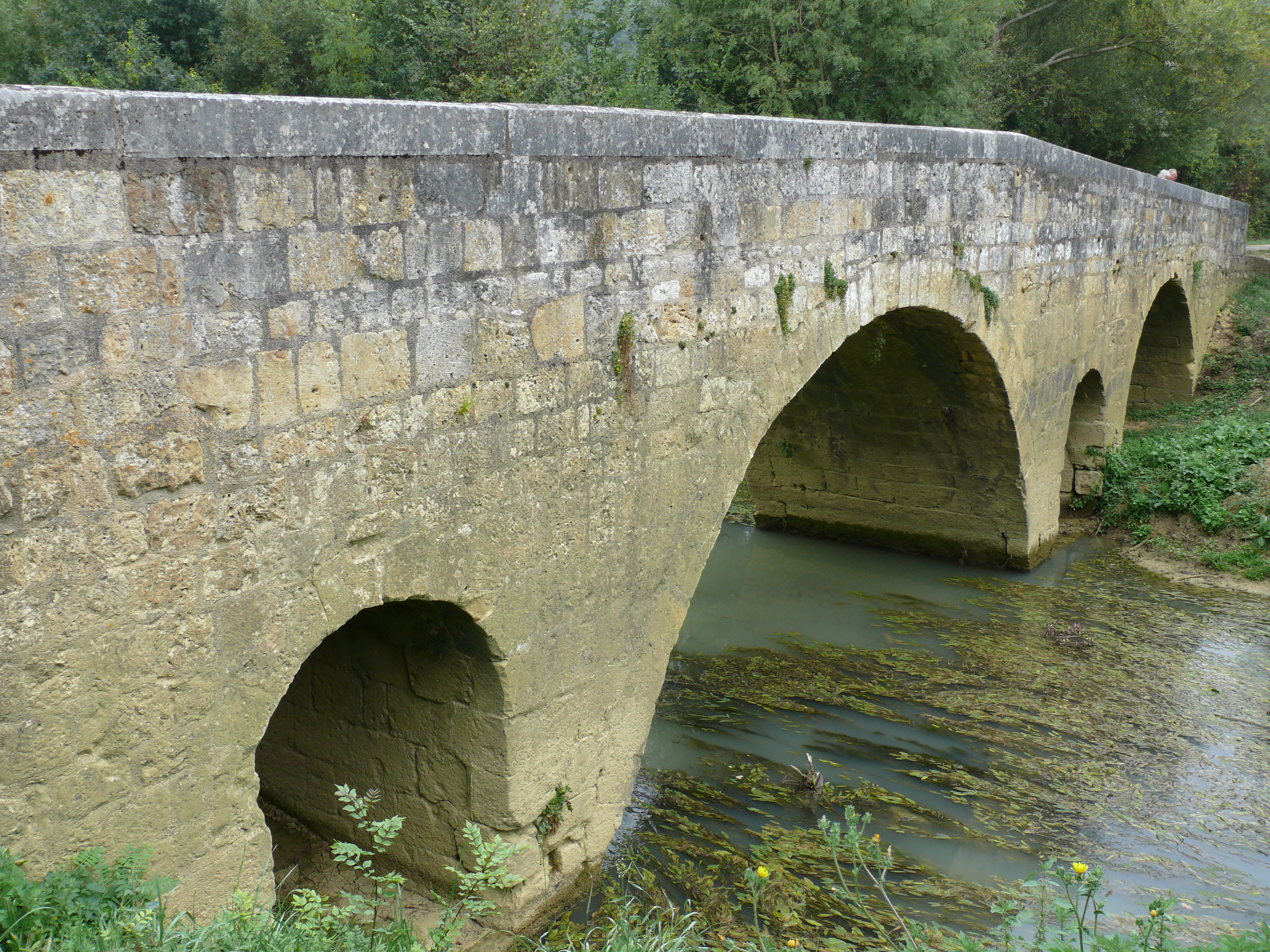
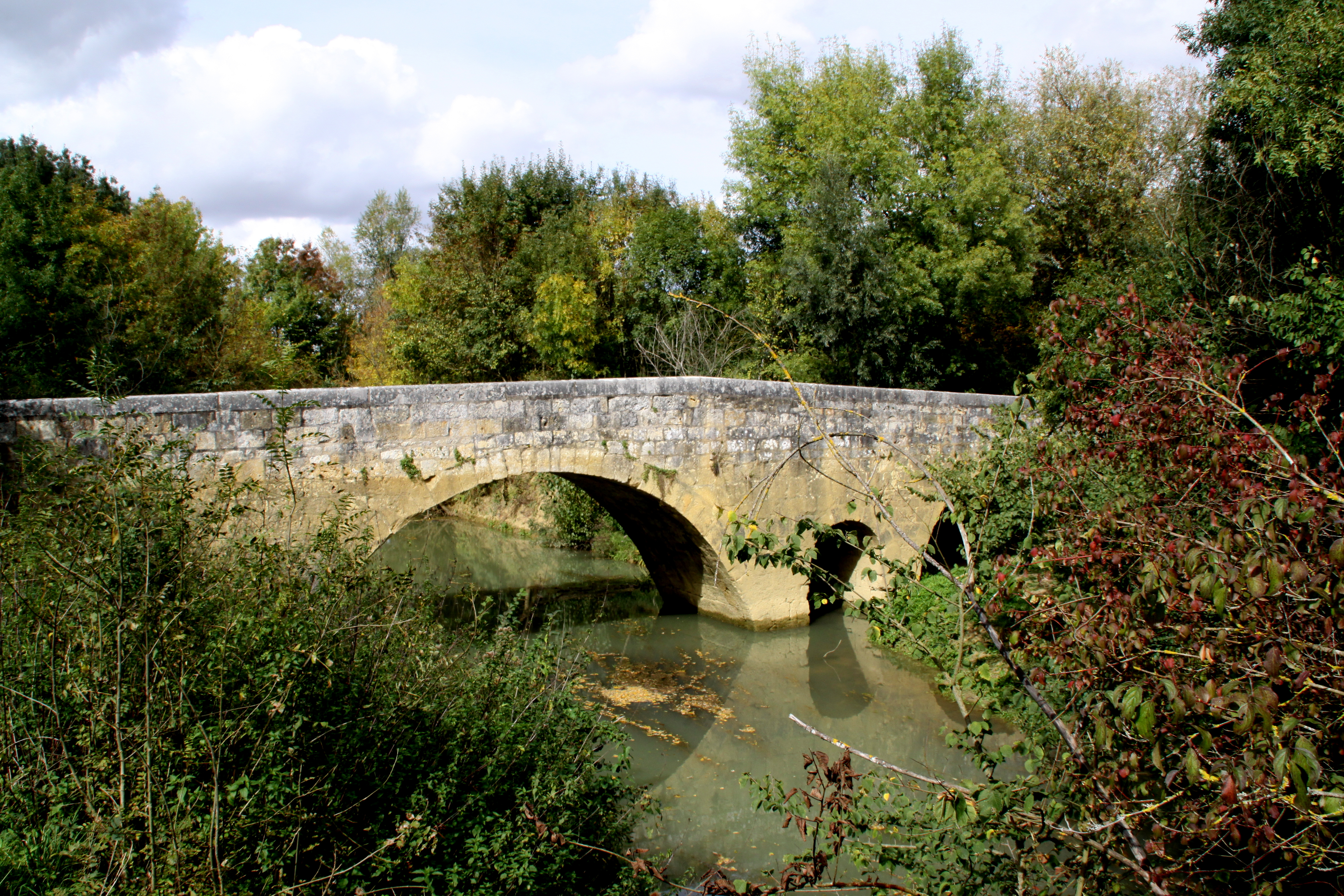

## Valorisation du patrimoine
Monument emblématique du Gers, le pont est l'objet d'une attention régulière depuis 2004 de la part de l'association Artiga.